# 今村敦子
今村 敦子（いまむら あつこ、4月3日 - ）は、福岡県を拠点に活動する日本のタレント。特定非営利活動法人Wing-Wingの副代表理事。

## 来歴
福岡県福岡市出身。広告代理店に5年間勤務した後、地元福岡でタレント活動を開始。テレビ番組のキャスターやリポーター、ラジオ番組のパーソナリティを務める。
後に1児の母となり、育児のために2007年春から一時休業。同年秋に仕事に復帰した。
2014年12月22日には、同じく福岡エリアで活動する実業家たちとともにWing-Wingを設立。そして2015年4月からは、福岡市内各地のスタジオや児童会館などで子供向けの教室「きらめきスタジオ」を開き、自身も言葉・コミュニケーション分野の講師を務めている。

## 出演

### テレビ番組
- モーニングミント（テレビ西日本、1996年）
- ももち浜ストア（テレビ西日本）
- ひるじげドン（長崎国際テレビ、2003年 - 2013年）
- めんたいワイド（福岡放送、2007年 - ） - 2015年3月27日まではリポーター、3月30日からはMC。
- with（TVQ九州放送、2014年 - 2016年）
- 今村敦子の美容見聞録（TVQ九州放送、2017年 - ）

### ラジオ番組
- ATSUKO'S WaiWai SOLARIA（天神エフエム）[6]
- Daytime GANG!!（天神エフエム）[7]
- コンバット満の大人の部屋（エフエム福岡）[8]
- KING OF SUNDAY（エフエム福岡）[9]
- MORNING JAM（エフエム福岡）[10]
  - 金曜担当（2003年4月4日 - 2006年12月29日、2009年2月6日 - 7月3日、2009年10月2日 - 2011年4月1日、2011年9月16日 - 2013年3月29日）
  - 月・金曜担当（2011年4月4日 - 9月9日）
  - 火・金曜担当（2013年4月2日 - 2014年2月28日、2014年8月5日 - ）
  - 月・火・金曜担当（2014年3月3日 - 8月1日）
- 西日本シティ銀行 教えて！コンシェルジュ！（エフエム福岡）[11]
- シネマフル・ライフ（エフエム福岡）[11]
- せいゆうDream（KBCラジオ）

### CM
- デンタルチームジャパン - イメージキャラクター

### 情報誌
- 外戸本（文榮出版社）